# قائمة أفلام ديزني للرسوم المتحركة الصادرة سينمائيا
تتضمن القائمة التالية أفلام الرسوم المتحركة الروائية السينمائية التي انتجتها استديوهات والت ديزني للترفيه، وقسم الأفلام في شركة والت ديزني.
تصدر استديوهات والت ديزني للترفيه أفلاماً من خلال استديوهات رسوم متحركة تملكها شركة ديزني، واستديوهات رسوم متحركة غير مملوكة لها. معظم الأفلام المدرجة في القائمة هي من إنتاج استديوهات والت ديزني للرسوم المتحركة (كاليفورنيا)، والتي بدأكت كقسم للرسوم المتحركة في شركة والت ديزني للإنتاج، حيث أنتجت أول فيلم رسوم متحركة طويل بعنوان سنو وايت والأقزام السبعة عام 1937، وقد أنتجت حتى عام 2020 58 فيلماً. بدءاً بفيلم حكاية لعبة عام 1995، أطلقت استديوهات والت ديزني العديد من الأفلام من خلال بيكسار، والتي استحوذت عليها ديزني عام 2006. في 20 آذار (مارس) 2019، استحوذت استديوهات والت ديزني على استديوهات بلو سكاي كجزء من حيازة شركة فوكس سينشوي 21، وعلى توينتيث فوكس سينشوري للرسوم المتحركة، والت يتعمل كعلامة تجارية ضمن شركة توينتيث سينشوري فوكس.
أصدرت استديوهات أخرى أيضاً أفلاماً سينمائية، تحديداً وحدة الفيديو\وموفي تونز التابعة لاستديوهات والت ديزني لأفلام الرسوم المتحركة (وتعرف الآن باسم ديزني تون ستوديوز) ووحدة التوزيع التي تملك حقوق إطلاق الأفلام من استديوهات الرسوم المتحركة الخارجية باسم أفلام والت ديزني وتوتشستون بيكشرز وتوينتيث سينشوري فوكس أو تسميات أفلام ميرماكس.[بحاجة لمصدر] عام 1996، وقعت استديوهات والت ديزني اتفاقاً مع توكوما شوتين تتعلق بحقوق التوزيع أعمال إستديو غيبلي السينمائية في جميع أنحاء العالم (باستنثاء آسيا ويستثنى منها اليابان وتايوان وباستثناء فيلم قبر اليراعات الذي لم يصدر عن توكوما)، وتتضمن أحدث فيلم في حينه وهو الأميرة مونونوكي. توسعت الاتفاقية لاحقاً لتشمل حقوق DVD وأفلام غيبلي، لكن يبقى استديو غيبلي مستقلاً تماماً عن ديزني ويحافظ على السيطرة الإبداعية الكاملة على الترجمات باللغات الأجنبية للأعمال التي ينتجها ديزني. أصدرت قائمة غيبلي السينمائية التي كانت مضمّنة في الاتفاقية من الأصل بشكل DVD في أمريكا الشمالية ودول أخرى عديدة. انتهت الاتفاقية بتولّي موزّع مستقل توزيع الوسائط المستخدمة منزلياً عام 2017، لكنها استمرت في تولي مهام التوزيع السينمائي منذ عام 2010. أصدرت استديوهات أخرى في أنحاء العالم أفلاماً من خلال شركة أفلام والت ديزني التي تحتفظ بحقوق التوزيع في مناطق معينة.

## الأفلام

### الإصدارات
| استديوهات والت ديزني للرسوم المتحركة (كاليفورنيا) |
| بيكسار                                            |
| استديوهات بلو سكاي                                |
| توينيث سينشوري فوكس للرسوم المتحركة               |
| ديزني تون ستوديوز                                 |
| ديزني تيليفشن أنيمايشن                            |
| إستوديو غيبلي                                     |
| استديوهات ديزني أخرى                              |
| ستديو ثيرد بارتي                                  |

| الفيلم                                             | تاريخ الإصدار السينمائي الأصلي | ستوديو الرسوم المتحركة                            | ستوديو الرسوم المتحركة |
| -------------------------------------------------- | ------------------------------ | ------------------------------------------------- | ---------------------- |
| جائزة الأوسكار لأفلام كرتون والت ديزني (فيلم 1937) | مايو 19, 1937                  | استديوهات والت ديزني للرسوم المتحركة (كاليفورنيا) |                        |
| سنو وايت والأقزام السبعة (فيلم 1937)               | ديسمبر 21, 1937                | استديوهات والت ديزني للرسوم المتحركة (كاليفورنيا) |                        |
| بينوكيو (فيلم 1940)                                | فبراير 7, 1940                 | استديوهات والت ديزني للرسوم المتحركة (كاليفورنيا) |                        |
| فانتازيا (فيلم 1940)[S]                            | نوفمبر 13, 1940                | استديوهات والت ديزني للرسوم المتحركة (كاليفورنيا) |                        |
| التنين المتردد[S]                                  | يونيو 20, 1941                 | استديوهات والت ديزني للرسوم المتحركة (كاليفورنيا) |                        |
| دمبو                                               | أكتوبر 23, 1941                | استديوهات والت ديزني للرسوم المتحركة (كاليفورنيا) |                        |
| بامبي (فيلم)                                       | أغسطس 13, 1942                 | استديوهات والت ديزني للرسوم المتحركة (كاليفورنيا) |                        |
| اهلا بالأصدقاء[S]                                  | أغسطس 24, 1942                 | استديوهات والت ديزني للرسوم المتحركة (كاليفورنيا) |                        |
| النصر من خلال القوة الجوية[S]                      | يوليو 17, 1943                 | استديوهات والت ديزني للرسوم المتحركة (كاليفورنيا) |                        |
| الفرسان الثلاثة (فيلم)[S]                          | ديسمبر 21, 1944                | استديوهات والت ديزني للرسوم المتحركة (كاليفورنيا) |                        |
| جعل الموسيقى ملكي                                  | أبريل 20, 1946                 | استديوهات والت ديزني للرسوم المتحركة (كاليفورنيا) |                        |
| أغنية الجنوب (فيلم)[S]                             | نوفمبر 12, 1946                | استديوهات والت ديزني للرسوم المتحركة (كاليفورنيا) |                        |
| عالم نلهو فيه[S]                                   | سبتمبر 27, 1947                | استديوهات والت ديزني للرسوم المتحركة (كاليفورنيا) |                        |
| وقت الأنغام[S]                                     | مايو 27, 1948                  | استديوهات والت ديزني للرسوم المتحركة (كاليفورنيا) |                        |
| عزيز جداً علي[S]                                    | يناير 19, 1949                 | استديوهات والت ديزني للرسوم المتحركة (كاليفورنيا) |                        |
| مغامرات إكابود والسيد تود                          | أكتوبر 5, 1949                 | استديوهات والت ديزني للرسوم المتحركة (كاليفورنيا) |                        |
| سندريلا (فيلم 1950)                                | فبراير 15, 1950                | استديوهات والت ديزني للرسوم المتحركة (كاليفورنيا) |                        |
| أليس في بلاد العجائب (فيلم 1951)                   | يوليو 28, 1951                 | استديوهات والت ديزني للرسوم المتحركة (كاليفورنيا) |                        |
| بيتر بان (فيلم 1953)                               | فبراير 5, 1953                 | استديوهات والت ديزني للرسوم المتحركة (كاليفورنيا) |                        |
| النبيلة والشارد (1955)                             | يونيو 22, 1955                 | استديوهات والت ديزني للرسوم المتحركة (كاليفورنيا) |                        |
| الأميرة النائمة                                    | يناير 29, 1959                 | استديوهات والت ديزني للرسوم المتحركة (كاليفورنيا) |                        |
| مئة مرقش ومرقش                                     | يناير 25, 1961                 | استديوهات والت ديزني للرسوم المتحركة (كاليفورنيا) |                        |
| السيف العجيب                                       | ديسمبر 25, 1963                | استديوهات والت ديزني للرسوم المتحركة (كاليفورنيا) |                        |
| كتاب الأدغال (فيلم 1967)                           | أكتوبر 18, 1967                | استديوهات والت ديزني للرسوم المتحركة (كاليفورنيا) |                        |
| قطط ذوات                                           | ديسمبر 24, 1970                | استديوهات والت ديزني للرسوم المتحركة (كاليفورنيا) |                        |
| روبن هود (فيلم 1973)                               | نوفمبر 8, 1973                 | استديوهات والت ديزني للرسوم المتحركة (كاليفورنيا) |                        |
| مغامرات ويني الدبدوب                               | مارس 11, 1977                  | استديوهات والت ديزني للرسوم المتحركة (كاليفورنيا) |                        |
| المنقذون                                           | يونيو 22, 1977                 | استديوهات والت ديزني للرسوم المتحركة (كاليفورنيا) |                        |
| الثعلب والكلب (فيلم)                               | يوليو 10, 1981                 | استديوهات والت ديزني للرسوم المتحركة (كاليفورنيا) |                        |
| المرجل الأسود                                      | يوليو 26, 1985                 | استديوهات والت ديزني للرسوم المتحركة (كاليفورنيا) |                        |
| مغامرات المخبر الشجاع                              | يوليو 2, 1986                  | استديوهات والت ديزني للرسوم المتحركة (كاليفورنيا) |                        |
| من ورط الأرنب روجر[S]                              | يونيو 22, 1988                 | إنتاج مشترك بين ديزني وأمبلين إنترتاينمنت         |                        |
| أوليفر وشركاه                                      | نوفمبر 18, 1988                | استديوهات والت ديزني للرسوم المتحركة              |                        |
| حورية البحر (فيلم 1989)                            | نوفمبر 17, 1989                | استديوهات والت ديزني للرسوم المتحركة              |                        |
| DuckTales the Movie: Treasure of the Lost Lamp     | أغسطس 3, 1990                  | ديزني تون ستوديوز                                 |                        |
| المنقذون في أستراليا                               | نوفمبر 16, 1990                | استديوهات والت ديزني للرسوم المتحركة              |                        |
| الجميلة والوحش (فيلم 1991)                         | نوفمبر 22, 1991                | استديوهات والت ديزني للرسوم المتحركة              |                        |
| علاء الدين (فيلم 1992)                             | نوفمبر 25, 1992                | استديوهات والت ديزني للرسوم المتحركة              |                        |
| كابوس قبل عيد الميلاد                              | أكتوبر 29, 1993                | شركة سكيلنغتون للإنتاج                            |                        |
| الأسد الملك                                        | يونيو 15, 1994                 | استديوهات والت ديزني للرسوم المتحركة              |                        |
| مغامرات بندق                                       | أبريل 7, 1995                  | ديزني موفي تونز                                   |                        |
| بوكاهونتاس (فيلم 1995)                             | يونيو 23, 1995                 | استديوهات والت ديزني للرسوم المتحركة              |                        |
| حكاية لعبة                                         | نوفمبر 22, 1995                | بيكسار                                            |                        |
| جيمس والخوخ العملاق[S]                             | أبريل 12, 1996                 | Skellington Productions                           |                        |
| أحدب نوتردام (فيلم 1996)                           | يونيو 21, 1996                 | استديوهات والت ديزني للرسوم المتحركة              |                        |
| هرقل (فيلم 1997)                                   | يونيو 27, 1997                 | استديوهات والت ديزني للرسوم المتحركة              |                        |
| مولان (فيلم 1998)                                  | يونيو 19, 1998                 | استديوهات والت ديزني للرسوم المتحركة              |                        |
| حياة حشرة                                          | نوفمبر 25, 1998                | استديوهات بيكسار للرسوم المتحركة                  |                        |
| Doug's 1st Movie                                   | مارس 26, 1999                  | ديزني تيليفشن أنيمايشن جامبو للأفلام ‏             |                        |
| طرزان (فيلم 1999)                                  | يونيو 18, 1999                 | استديوهات والت ديزني للرسوم المتحركة              |                        |
| حكاية لعبة 2                                       | نوفمبر 24, 1999                | استديوهات بيكسار للرسوم المتحركة                  |                        |
| فانتازيا 2000[S]                                   | يناير 1, 2000                  | استديوهات والت ديزني للرسوم المتحركة              |                        |
| The Tigger Movie                                   | فبراير 11, 2000                | ديزني موفي تونز                                   |                        |
| ديناصور (فيلم)                                     | مايو 19, 2000                  | استديوهات والت ديزني للرسوم المتحركة              |                        |
| حياة الإمبراطور الجديدة                            | ديسمبر 15, 2000                | استديوهات والت ديزني للرسوم المتحركة              |                        |
| الفسحة: انتهاء الدراسة                             | فبراير 16, 2001                | ديزني تيليفشن أنيمايشن                            |                        |
| أطلانتس: الإمبراطورية المفقودة (فيلم 2001)         | يونيو 15, 2001                 | استديوهات والت ديزني للرسوم المتحركة              |                        |
| شركة المرعبين المحدودة                             | نوفمبر 2, 2001                 | استديوهات بيكسار للرسوم المتحركة                  |                        |
| عودة إلى أرض الأحلام                               | فبراير 15, 2002                | ديزني موفي تونز                                   |                        |
| ليلو وستيتش                                        | يونيو 21, 2002                 | استديوهات والت ديزني للرسوم المتحركة              |                        |
| المخطوفة (فيلم 2001)                               | سبتمبر 20, 2002                | Studio Ghibli                                     |                        |
| كوكب الكنز                                         | نوفمبر 27, 2002                | استديوهات والت ديزني للرسوم المتحركة              |                        |
| كتاب الغابة 2                                      | فبراير 14, 2003                | ديزني موفي تونز                                   |                        |
| Piglet's Big Movie                                 | مارس 21, 2003                  | ديزني موفي تونز                                   |                        |
| البحث عن نيمو                                      | مايو 30, 2003                  | استديوهات بيكسار للرسوم المتحركة                  |                        |
| أخي الدب                                           | نوفمبر 1, 2003                 | استديوهات والت ديزني للرسوم المتحركة              |                        |
| Teacher's Pet ‏                                     | يناير 16, 2004                 | ديزني تيليفشن أنيمايشن                            |                        |
| مزرعة في خطر                                       | أبريل 2, 2004                  | استديوهات والت ديزني للرسوم المتحركة              |                        |
| أبطال خارقون (فيلم)                                | نوفمبر 5, 2004                 | استديوهات بيكسار للرسوم المتحركة                  |                        |
| Pooh's Heffalump Movie                             | فبراير 11, 2005                | استديوهات ديزني توون                              |                        |
| قلعة هاول المتحركة                                 | يونيو 10, 2005                 | Studio Ghibli                                     |                        |
| الشجاع[R]                                          | أغسطس 19, 2005                 | Vanguard Animation                                |                        |
| فروج القلة                                         | نوفمبر 4, 2005                 | استديوهات والت ديزني للرسوم المتحركة              |                        |
| بامبي 2 (فيلم)                                     | فبراير 7, 2006                 | استديوهات ديزني توون                              |                        |
| الحياة في البرية (فيلم ديزني)[R]                   | أبريل 14, 2006                 | C.O.R.E. Feature Animation ‏                       |                        |
| سيارات (فيلم)                                      | يونيو 9, 2006                  | استديوهات بيكسار للرسوم المتحركة                  |                        |
| عائلة ربسوس (فيلم 2007)                            | مارس 30, 2007                  | استديوهات والت ديزني للرسوم المتحركة              |                        |
| خلطة بيطة بالصلصة                                  | يونيو 29, 2007                 | استديوهات بيكسار للرسوم المتحركة                  |                        |
| مسحور[S]                                           | نوفمبر 21, 2007                | باري سونيدفيلد                                    |                        |
| وول-ي[S]                                           | يونيو 27, 2008                 | استديوهات بيكسار للرسوم المتحركة                  |                        |
| تنة ورنة                                           | سبتمبر 18, 2008                | استديوهات ديزني توون                              |                        |
| روميو على الطريق (فيلم هندي)[R]                    | أكتوبر 24, 2008 (India)        | ياش راج فيلم                                      |                        |
| بولت (فيلم 2008)                                   | نوفمبر 21, 2008                | استديوهات والت ديزني للرسوم المتحركة              |                        |
| فوق (فيلم)                                         | مايو 29, 2009                  | استديوهات بيكسار للرسوم المتحركة                  |                        |
| بونيو (فيلم)                                       | أغسطس 14, 2009                 | Studio Ghibli                                     |                        |
| Tinker Bell and the Lost Treasure                  | سبتمبر 3, 2009 (Argentina)     | استديوهات ديزني توون                              |                        |
| أنشودة عيد الميلاد (فيلم)[R]                       | نوفمبر 6, 2009                 | ImageMovers Digital ‏                              |                        |
| الأميرة والضفدع                                    | ديسمبر 11, 2009                | استديوهات والت ديزني للرسوم المتحركة              |                        |
| حكاية لعبة 3                                       | يونيو 18, 2010                 | استديوهات بيكسار للرسوم المتحركة                  |                        |
| حكايات من أراضي البحار                             | أغسطس 13, 2010                 | Studio Ghibli                                     |                        |
| رابونزل (فيلم)                                     | نوفمبر 24, 2010                | استديوهات والت ديزني للرسوم المتحركة              |                        |
| غنوميو وجولييت[R]                                  | فبراير 11, 2011                | أرك برودكشين                                      |                        |
| ميلو ورحلة الإنقاذ[R]                              | مارس 11, 2011                  | ImageMovers Digital ‏                              |                        |
| سيارات 2                                           | يونيو 24, 2011                 | استديوهات بيكسار للرسوم المتحركة                  |                        |
| ويني الدبدوب (فيلم)[S]                             | يوليو 15, 2011                 | استديوهات والت ديزني للرسوم المتحركة              |                        |
| آريتي المقترضة (فيلم)                              | فبراير 17, 2012                | Studio Ghibli                                     |                        |
| أرجون: الأمير المحارب[R]                           | مايو 25, 2012                  | يو تي في مويشن بيكتشرز                            |                        |
| أسطورة مريدا                                       | يونيو 22, 2012                 | استديوهات بيكسار للرسوم المتحركة                  |                        |
| سر الأجنحة (فيلم)                                  | أغسطس 31, 2012                 | استديوهات ديزني توون                              |                        |
| فرانكنويني                                         | أكتوبر 5, 2012                 | تيم بيرتون برودكشنز ‏                              |                        |
| رالف المدمر                                        | نوفمبر 2, 2012                 | استديوهات والت ديزني للرسوم المتحركة              |                        |
| جامعة المرعبين                                     | يونيو 21, 2013                 | استديوهات بيكسار للرسوم المتحركة                  |                        |
| طائرات (فيلم)                                      | أغسطس 9, 2013                  | استديوهات ديزني توون                              |                        |
| ملكة الثلج (فيلم 2013)                             | نوفمبر 22, 2013                | استديوهات والت ديزني للرسوم المتحركة              |                        |
| الجنية القرصانة                                    | فبراير 13, 2014                | استديوهات ديزني توون                              |                        |
| مهب الريح                                          | فبراير 21, 2014                | Studio Ghibli                                     |                        |
| طائرات: مهمة الإنقاذ                               | يوليو 18, 2014                 | استديوهات ديزني توون                              |                        |
| الأبطال الستة                                      | نوفمبر 7, 2014                 | استديوهات والت ديزني للرسوم المتحركة              |                        |
| سحر غريب                                           | يناير 23, 2015                 | لوكاس فيلم للرسوم المتحركة                        |                        |
| Tinker Bell and the Legend of the NeverBeast       | مارس 3, 2015                   | استديوهات ديزني توون                              |                        |
| قلبا وقالبا                                        | يونيو 19, 2015                 | استديوهات بيكسار للرسوم المتحركة                  |                        |
| الديناصور اللطيف                                   | نوفمبر 25, 2015                | استديوهات بيكسار للرسوم المتحركة                  |                        |
| زوتوبيا                                            | مارس 4, 2016                   | استديوهات والت ديزني للرسوم المتحركة              |                        |
| البحث عن دوري                                      | يونيو 17, 2016                 | استديوهات بيكسار للرسوم المتحركة                  |                        |
| موانا (فيلم 2016)                                  | نوفمبر 23, 2016                | استديوهات والت ديزني للرسوم المتحركة              |                        |
| سيارات 3                                           | يونيو 16, 2017                 | استديوهات بيكسار للرسوم المتحركة                  |                        |
| كوكو (فيلم 2017)                                   | نوفمبر 22, 2017                | استديوهات بيكسار للرسوم المتحركة                  |                        |
| أبطال خارقون 2                                     | يونيو 15, 2018                 | استديوهات بيكسار للرسوم المتحركة                  |                        |
| رالف يدمر الإنترنت                                 | نوفمبر 21, 2018                | استديوهات والت ديزني للرسوم المتحركة              |                        |
| حكاية لعبة 4                                       | يونيو 21, 2019                 | استديوهات بيكسار للرسوم المتحركة                  |                        |
| الأسد الملك (فيلم 2019)                            | يوليو 19, 2019                 | Fairview Entertainment                            |                        |
| ملكة الثلج 2                                       | نوفمبر 22, 2019                | استديوهات والت ديزني للرسوم المتحركة              |                        |
| الجواسيس المتنكرون                                 | ديسمبر 25, 2019                | استديوهات بلو سكاي                                |                        |
| نداء البرية (فيلم 2020)[S][R]                      | فبراير 21, 2020                | 3 فنون للإنتاج السينمائي والتلفزيوني              |                        |
| أونورد                                             | مارس 6, 2020                   | استديوهات بيكسار للرسوم المتحركة                  |                        |
| Soul                                               | ديسمبر 25, 2020                | استديوهات بيكسار للرسوم المتحركة                  |                        |

#### أفلام وزعتها شركة ميراماكس
هذه قائمة متعلقة بفيلم غير مكتملة؛ يمكنك المساعدة وذلك بتطويرها.
| الفيلم                            | تاريخ الإصدار الأصلي | المنتِج                                                            | ملاحظات                          |
| --------------------------------- | -------------------- | ----------------------------------------------------------------- | -------------------------------- |
| توم وجيري الفيلم (1992)           | يوليو 30, 1993       | شركة تيرنر للترفيه WMG رومان للأفلام                              | [ note 1 ]                       |
| اللص والإسكافي (ألف ليلة وليلة)   | أغسطس 25, 1995       | ريتشارد وليامز                                                    | [ 23 ] [ note 1 ] [ note 2 ]     |
| كيف أنقذت الألعاب عيد الميلاد     | أكتوبر 21, 1997      | Alpha-Film Lanterna Magica مونوبولي للإنتاج                       | [ note 3 ] [ note 1 ]            |
| الأميرة مونونوكي                  | أكتوبر 29, 1999      | إستوديو غيبلي                                                     | [ note 3 ] [ note 1 ]            |
| مغامرات عقلة الإصبع توم وثامبلينا | أكتوبر 11, 2002      | هايبريون للأفلام                                                  | [ note 3 ] [ note 1 ]            |
| بوكيمون للأبد                     | أكتوبر 11, 2002      | ذا بوكيمون كومباني شوغاكوكان 4كيدز إنترتينمينت                    | [ note 3 ] [ note 1 ] [ note 4 ] |
| أبطال البوكيمون                   | مايو 16, 2003        | ذا بوكيمون كومباني شوغاكوكان 4كيدز إنترتينمينت                    | [ note 3 ] [ note 1 ] [ note 4 ] |
| بيونيكل: قناع الضوء               | سبتمبر 16, 2003      | ليغو غروب كرييتيف كابيرز إنترتينمنت                               | [ note 1 ]                       |
| بيونيكل 2: أساطير مترو نوي        | أكتوبر 19, 2004      | ليغو غروب كرييتيف كابيرز إنترتينمنت                               | [ note 1 ]                       |
| البحث عن سانتا                    | نوفمبر 23, 2004      | كالرلاند أنيميشن تندرا للإنتاج                                    | [ note 1 ]                       |
| بيونيكل 3: شبكة الظلال            | أكتوبر 11, 2005      | غود ستوري للإنتاج ليغو غروب كرييتيف كابيرز إنترتينمنت             | [ note 1 ]                       |
| عصر النهضة (فيلم 2006)            | مارس 15, 2006        | أونيكس للأفلام ميللي إيميجز لكس أنيميشن تايمفيرم المحدودة فرنسا 2 | [ note 3 ] [ note 1 ] [ note 4 ] |

'ملاحظات:'
1. 1 2 3 4 5 6 7 8 9 10 11 12  صدر عن ميرماكس التي كانت شركة تابعة لشركة ديزني وقت الإصدار
2. ↑  صدر عن ديزني في اليابان
3. 1 2 3 4 5 6
4. 1 2 3  صدر عن شركة ديزني في أستراليا والمملكة المتحدة

### الأفلام القادمة
| الفيلم              | التاريخ المحدد للإصدار في السينما الأمريكية | شركة الإنتاج                         | شركة الإنتاج |
| ------------------- | ------------------------------------------- | ------------------------------------ | ------------ |
| رايا والتنين الأخير | مارس 12, 2021                               | استديوهات والت ديزني للرسوم المتحركة |              |
| Luca                | يونيو 18, 2021                              | استديوهات بيكسار للرسوم المتحركة     |              |
| Ron's Gone Wrong[R] | أكتوبر 22, 2021                             | Locksmith Animation                  |              |
| Encanto             | نوفمبر 24, 2021                             | استديوهات والت ديزني للرسوم المتحركة |              |
| Nimona[R]           | يناير 14, 2022                              | Blue Sky Studios                     |              |
| TBA                 | مارس 11, 2022                               | استديوهات بيكسار للرسوم المتحركة     |              |
| TBA                 | يونيو 17, 2022                              | استديوهات بيكسار للرسوم المتحركة     |              |
| TBA                 | نوفمبر 23, 2022                             | استديوهات والت ديزني للرسوم المتحركة |              |
| TBA                 | يونيو 16, 2023                              | استديوهات بيكسار للرسوم المتحركة     |              |
| TBA                 | نوفمبر 22, 2023                             | استديوهات والت ديزني للرسوم المتحركة |              |
| فيلم برغر بوب[R]    | TBA                                         | الرسوم المتحركة للقرن العشرين ‏       |              |

S Live-action/animation hybrid
R Not produced, but released by Disney under its label.

## الأفلام التي حققت أعلى أرباح
تشير إلى الأفلام التي تعرض في دور السينما حول العالم في الأسبوع الذي يبدأ قالب:Days before now.
| الرتبة | الفيلم                  | الأرباح عالمياً (دولار أمريكي) | الاستديو                                          | السنة | المرجع.       |
| ------ | ----------------------- | ----------------------------- | ------------------------------------------------- | ----- | ------------- |
| 1      | الأسد الملك (فيلم 2019) | 1,656,943,394                 | جون فافرو                                         | 2019  | [ 33 ]        |
| 2      | ملكة الثلج 2            | 1,432,811,609                 | استديوهات والت ديزني للرسوم المتحركة (كاليفورنيا) | 2019  | [ 34 ] [ 35 ] |
| 3      | ملكة الثلج (فيلم 2013)  | 1,290,000,000                 | استديوهات والت ديزني للرسوم المتحركة (كاليفورنيا) | 2013  | [ 36 ]        |
| 4      | أبطال خارقون 2          | 1,242,805,968                 | بيكسار                                            | 2018  | [ 37 ]        |
| 5      | حكاية لعبة 4            | 1,073,394,593                 | بيكسار                                            | 2019  | [ 38 ]        |
| 6      | حكاية لعبة 3            | $1,066,969,703                | بيكسار                                            | 2010  | [ 39 ]        |
| 7      | البحث عن دوري           | 1,028,570,889                 | بيكسار                                            | 2016  | [ 40 ]        |
| 8      | زوتوبيا                 | 1,023,784,195                 | ديزني                                             | 2016  | [ 41 ]        |
| 9      | الأسد الملك             | 968,483,777                   | ديزني                                             | 1994  | [ 42 ]        |
| 10     | البحث عن نيمو           | 940,335,536                   | Pixar                                             | 2003  | [ 43 ]        |